# 若林愛
若林 愛（わかばやし まな、1986年7月26日 - ）は、日本の歌手、作詞家、作曲家。MANA meets Blue Bajouボーカリスト、元PLIMEメンバー。東京都八王子市出身。

## 人物
- 自身のバンドMANA meets Blue Bajouでボーカルを務める。女性ダンスボーカルユニットPLIMEの元メンバー。
- 身長163cm、B86・W57・H85。
- 血液型はA型。
- 父親はジャニーズJr.を経て演歌歌手になった若林健二、母親は元ダンサー。

## 略歴
- 子供の頃からクラシックバレエ、ジャズダンス、ピアノなどを習う。
- 最初に師事したボイストレーナーは演歌歌手の祐子と弥生の姉、千葉弥生。
- 八王子実践高校在学時に、同級生の高梨桃子らと共にPLIMEの前身となるユニットを結成。
- 2005年3月、ダンスボーカルユニットPLIMEのメンバーとしてインディーズデビューし、2006年2月にはメジャーデビューするが、その年の9月に急遽脱退。
- PLIMEというユニット名を名付けた一人。
- PLIME結成当初からクリエイターとしての才能を期待されていて、作詞作曲、衣装デザインなど多岐に渡って活躍する。
- 作詞は作詞家の青山紳一郎に、作曲は作曲家の浅野ケンに師事。
- 2007年1月、自身の名を冠したバンドMANA meets Blue Bajouを結成し、約2年に及ぶ地道なライブ活動を経て2009年5月リリースのアルバム『prologue』で再デビュー。
- 現在はMANA meets Blue Bajouの活動と並行して他アーティストへ詞や曲を提供している。
- 2009年8月よりJASRACの信託会員になる。
- チバテレビのアイドル音楽番組『Girls Pop'n Party』等で放送作家としての経歴も持つ。

## ディスコグラフィー

### MANA meets Blue Bajou名義

#### シングル
1. True Victory（2009年7月29日/ユニオンミュージックジャパン）
  1. True Victory（チバテレビ『速報！今日の高校野球』エンディングテーマ/チバテレビ『勝利の女神4』エンディングテーマ/FM FUJI『C-ZONE☆BABY』オープニングテーマ/Kiss-FM KOBE『C-ZONEのドリーム☆キッス』オープニングテーマ）（作詞）
  2. 100,000粒/h（作詞/作曲[5]）
  3. HIKARI（チバテレビ『アニメ星人』エンディングテーマ）（作詞/作曲）
2. each other（2012年8月3日/ユニオンミュージックジャパン）
  1. each other（チバテレビ『アニメ星人 ときめきレシピ』エンディングテーマ/チバテレビ『おてんこしゃんこ』エンディングテーマ）（作詞）
  2. mission ～ただ貴方に捧げる～（作詞/作曲[5]）
  3. each other - backing track -
  4. mission ～ただ貴方に捧げる～ - backing track -

#### アルバム
1. prologue（2009年5月27日/a.e.records）
  1. Dear
  2. 孤独な月（スカパー!Ch.218ビクトリーチャンネル『杉浦幸のぱちんこPARK season2』エンディングテーマ）（作詞/作曲）
  3. Next Flight (without you)（作詞[6]）
  4. 灰色な気持ち（作詞）
  5. 二人をつなぐ手（作詞）
  6. SUBLIME（作詞）
  7. DEPARTURE（作詞/作曲[5]）
  8. 感謝の唄（作詞/作曲）
  9. Best Regards（作詞/作曲）

#### コンピレーション
1. many minds（2007年10月2日/JSA Records）※35曲中1曲収録
  1. DEPARTURE
2. nexTreasure '08（2008年10月1日/next records）※10曲中1曲収録
  1. 100,000粒/h
3. TOKYO NEXT GIRLS（2012年10月17日/SFINX）※11曲中2曲収録
  1. each other
  2. mission ～ただ貴方に捧げる～

### PLIME時代

#### シングル
1. 6COLORS ☆ like a rainbow（2005年3月9日/chiquita banana）
  1. 6COLORS ☆ like a rainbow
  2. all or nothing～そばにいるだけで～
  3. Right Side of You
  4. 6COLORS ☆ like a rainbow(Back Track)
2. フットサルサ（2005年8月10日/chiquita banana）
  1. フットサルサ
  2. Gift for Love
  3. Next Flight(without you)（作詞[7]）
  4. 6 COLORS ☆ like a rainbow(アコースティック・バージョン)
  5. フットサルサ(リミックス)

#### ミニアルバム
1. Assist（2006年2月22日/徳間ジャパンコミュニケーションズ）
  1. ASSIST（サッカー情報コンテンツサイト『みんな＠サッカー』イメージソング）
  2. 泣いてもいいよ（作曲）
  3. Different Days
  4. Scenery
  5. フットサルサ(Second Edition)
  6. OVER THE RAINBOW（TBS『BODY』エンディングテーマ）

#### コンピレーション
1. ☆地方発☆アイドル大集合!!（2005年5月25日/Primavera）※8曲中1曲収録
  1. 6 COLORS ☆ like a rainbow(PLIMix)

### 他アーティスト作品への参加
- 池田彩
  - 「Bubbles」（TBS系『がっちりマンデー!!』エンディングテーマ）（作詞[8]）
  - 「Person」（作詞[8]/作曲/編曲[5]/キーボード）
  - 「晴空物語」（オンラインゲーム『晴空物語』テーマソング）（作詞）
  - 「Challenge」（作詞/コーラス）
  - 「伝心」（作詞[8]/コーラス）
  - 「Treasure Map!!」（作詞[8]/コーラス）
  - 「ありがとうの花」（作詞[8]/コーラス）
  - 「Story」（作詞[8]/コーラス）
  - 「Unlimited」（作詞[8]/コーラス）
- 大久保瑠美
  - 「お願いoh!!神様」（BS11『真・週刊コミックTV＋』角川書店「オオカミさんと！」コミソン）（作詞）
- C-ZONE
  - 「Fly boy」（チバテレビ『Risingレイソル!』テーマ曲）（作曲[5]）
  - 「キミへの贈り物」（作曲）
  - 「Sparkin' TAI-YO!!」（作曲）
  - 「SHINING」（作曲[5]）
- Carat
  - 「恋 Indirect」（TBS系『ニンゲン観察バラエティ モニタリング』エンディングテーマ/チバテレビ『アニメ星人 ときめきレシピ』エンディングテーマ/チバテレビ『おてんこしゃんこ』エンディングテーマ/チバテレビ『おはYo・HIテンション！』エンディングテーマ）（作詞/作曲）
  - 「恋 Square」（作詞）
  - 「恋 Difference」（作詞）
  - 「シェキナッ！」（映画『SHAKE HANDS』オープニングテーマ）（作詞）
- Feam
  - 「FATE」（作詞/作曲[5]）
- 菅崎あみ
  - 「ニコニコダンス」（チバテレビ『女神のやる気！』エンディングテーマ/チバテレビ『アニメ星人』エンディングテーマ）（作詞/作曲）
  - 「ボクらの地球」（InterFM『SPACE TRIAL 菅崎あみの“ボクらの地球”』テーマソング）（作詞/作曲）
- Spark☆Girls 2012
  - 「WIND」（チバテレビ『アニメ星人 ときめきレシピ』エンディングテーマ/チバテレビ『おてんこしゃんこ』エンディングテーマ/チバテレビ『おはYo・HIテンション！』エンディングテーマ）（作詞/作曲）
  - 「take a chance」（作詞/作曲/コーラス）
- Spark☆Girls 2011
  - 「Original Story」（作詞/作曲/コーラス）
- αbit
  - 「100％-RUNS!!」（作詞）
- 永江理奈
  - 「Twisty road」（作曲）
- その他
  - 「ともだちだから」（サンリオピューロランド20周年グリーティングテーマソング）（コーラス）
  - 「ユメトモ」（舞台『ギャル内閣』劇中歌）（作詞）
  - 「みんなのヒーロー☆」（舞台『ギャル内閣』劇中歌）（作詞）
  - 「絆」（舞台『二代目ギャル内閣』劇中歌）（作詞）
  - 「NADESHIKO」（舞台『二代目ギャル内閣』劇中歌）（作詞）
  - 「Non-Virtual」（舞台『二代目ギャル内閣』劇中歌）（作詞）